# Seventh Son of a Seventh Son
Seventh Son of a Seventh Son är det sjunde studioalbumet av det brittiska heavy metal-bandet Iron Maiden. Albumet gavs ut 11 april 1988.

## Låtlista
1. Moonchild (Smith/Dickinson) 5:39
2. Infinite Dreams (Harris) 6:08
3. Can I Play with Madness (Smith/Dickinson/Harris) 3:31
4. The Evil That Men Do (Smith/Dickinson/Harris) 4:33
5. Seventh Son of a Seventh Son (Harris) 9:53
6. The Prophecy (Murray/Harris) 5:05
7. The Clairvoyant (Harris) 4:27
8. Only the Good Die Young (Harris/Dickinson) 4:42

## Banduppsättning
- Steve Harris – Bas
- Dave Murray – Gitarr
- Bruce Dickinson – Sång
- Nicko McBrain – Trummor
- Adrian Smith – Gitarr, sång

## Seventh Son of a Seventh Son

### Inspelning
Den första låten som skrevs för albumet var The Clairvoyant. Enligt låtskrivaren Harris uppstod idén när den brittiska spiritualisten Doris Stokes dog 1987 och Harris funderade över om hon haft förmågan att förutspå sin egen död. Därefter började Harris skriva låten Seventh Son of a Seventh Son, baserat på berättelsen om "den sjunde sonens sjunde son" från fantasyromanen The Seventh Son från 1987 av Orson Scott Card. Harris tyckte att titeln skulle passa bra även som albumtitel för bandets sjunde skiva.
Innan låtskrivandet hunnit komma igång ordentligt uppstod tanken att göra ett konceptalbum helt baserat på The Seventh Son och temat klärvoajans. Idén växte fram när Harris pratade om albumtiteln över telefon med Bruce Dickinson och frågade om Dickinson hade några egna låtar på temat. Efter att Dickinsons akustiska låtförslag till Somewhere in Time blivit helt ratade av bandet hade han känt sig förpassad till att enbart vara sångare, men hans entusiasm fick ny energi av idén om ett konceptalbum.
Låtskrivandet skulle baseras på en sammanhållen berättelse och skedde under större samarbete än på tidigare album, då medlemmarna skrivit mer var för sig, vilket Harris förklarar med den uttalade ambitionen att hålla sig till det gemensamma temat. Senare har Dickinson konstaterat att albumet bara halvt kan kallas ett konceptalbum, eftersom de inte varit tillräckligt stränga med att hålla sig till berättelsen.
Musikaliskt fortsatte albumet den progressiva utvecklingen på Somewhere in Time, men med användning av riktiga keyboards istället för gitarrsynthar. Bandet kallade inte in någon studiomusiker för synthdelarna, eftersom det enligt en kommentar av Dickinson var på nivån att det bara krävdes ett ledigt finger från Smith, Harris eller någon av studioteknikerna.
Albumet spelades in i Musicland Studios i München under februari och mars 1988. Producent var Martin Birch som hade producerat samtliga av bandets album sedan Killers (1981).

### Låtdetaljer
Termen "Moonchild" är tagen från en roman av den engelske ockultisten Aleister Crowley, och låttexten är löst inspirerad av romanens handling där magiker inom vit och svart magi slåss om ett ofött barn. I Dickinsons version är det istället Lucifer och ärkeängeln Gabriel och deras sju änglar och sju demoner som strider om det ofödda barnets själ. Termen "bornless one" är också hämtad från Crowley och refererar till en ritual i hans textsamling "Liber Samehk".
Formuleringen "The Evil That Men Do" är hämtad från William Shakespeare i pjäsen Julius Caesar.
Enligt Smith var Can I Play With Madness ursprungligen en ballad med titeln "On the Wings of Eagles", men Dickinson skrev en ny vers och ändrade refrängen till "Can I Play with Madness". De tog låten till Harris som lade till tempoändringen och det instrumentala sticket, vilket enligt Dickinson resulterade i ett stort gräl mellan Harris och Smith innan Smith accepterade slutresultatet.

### Omslaget
Konstnären Derek Riggs fick instruktioner från bandets manager Rod Smallwood att skapa något "surreal and bloody weird" som skulle passa med temat profetior och klärvoajans. Enligt Dickinsom kom idén till en Eddie i is och polarmiljö då han visade Riggs en tavla av Gustave Doré, som föreställde förrädare fastfrusna i isen i en av helvetets nio cirklar från Dantes Den gudomliga komedin. Riggs har däremot hävdat att han själv kom på idén till polarmiljön när han såg en tv-dokumentär om Nordpolen, men att det var bandets idé att ha olika Eddies fastfrusna i is på baksidan. Riggs valde att inte måla hela Eddie utan högg av honom på mitten, och inspirationen till Eddies brinnande huvud kom enligt Riggs från Arthur Brown. Eddie håller i en bebis fångad i livmodern, och i Eddies bröstkorg sitter ett äpple som enligt Riggs inspirerades av berättelsen om Edens trädgård och yin och yang.

### Singlar
Can I Play with Madness - Utgiven den 20 mars 1988.
The Evil That Men Do - Utgiven den 1 augusti 1988.
The Clairvoyant - Utgiven den 7 november 1988.
Infinite Dreams - Utgiven den 6 november 1989.

## Listplaceringar

### Album
| År   | Lista                 | Placering |
| ---- | --------------------- | --------- |
| 1988 | Brittiska albumlistan | 1         |
| 1988 | Billboard Hot 200     | 12        |

### Singlar
| År   | Singel                  | Lista                  | Placering | Album                        |
| ---- | ----------------------- | ---------------------- | --------- | ---------------------------- |
| 1988 | Can I Play With Madness | Brittiska singellistan | 3         | Seventh Son of a Seventh Son |
| 1988 | The Evil That Men Do    | Brittiska singellistan | 5         | Seventh Son of a Seventh Son |
| 1988 | The Clairvoyant         | Brittiska singellistan | 6         | Seventh Son of a Seventh Son |
| 1989 | Infinite Dreams         | Brittiska singellistan | 6         | Seventh Son of a Seventh Son |
| 1990 | Can I Play With Madness | Brittiska singellistan | 10        | The First Ten Years          |
| 1990 | Can I Play With Madness | Svenska singellistan   | 12        | The First Ten Years          |
| 1990 | The Clairvoyant         | Brittiska singellistan | 11        | The First Ten Years          |

## Marknadsföring
Inför albumsläppet höll bandet en temakväll på det tyska slottet Schnellenberg i Attendorn, dit tv, radio och tidningar var inbjudna. 

## Turné
Albumturnén kallades Seventh Tour of a Seventh Tour med konserter mellan april och december 1988.
Sex av albumets åtta låtar har framförts live. De låtar som aldrig framförts live är The Prophecy och Only the Good Die Young.
The Evil That Men Do, The Clairvoyant och Can I Play with Madness hör till bandets mest spelade låtar live.